# Nemoura redimiculum
Nemoura redimiculum är en bäcksländeart som beskrevs av Kawai 1966. Nemoura redimiculum ingår i släktet Nemoura och familjen kryssbäcksländor. Inga underarter finns listade i Catalogue of Life.